# Иванов, Константин Константинович
Константи́н Константи́нович Ивано́в (8 [21] мая 1907, Ефремов ― 15 апреля 1984, Москва) ― российский советский дирижёр, композитор. Народный артист СССР (1958).

## Биография
Константин Иванов родился 8 [21] мая 1907 в городе Ефремов (ныне — Тульская область, Россия) в семье мастера музыкальных инструментов.
В 1920 году, после смерти отца, был взят на воспитание одним из полков Красной Армии. Научившись играть на трубе, несколько лет служил в военных кавалерийских оркестрах. Участвовал в боях на Западном фронте, в Первой конной армии был трубачём-горнистом. Сочинял походные марши.
С 1924 года служил в Тифлисе и занимался в консерватории. С 1927 года учился в Пятом государственном музыкальном техникуме имени А. Скрябина (ныне Академическое музыкальное училище при Московской государственной консерватории имени П. И. Чайковского), где занимался под руководством А. В. Александрова (композиция) и С. Н. Василенко (инструментовка). В 1929 году поступил на военно-капельмейстерские курсы при Московской консерватории, а позднее переведён на дирижёрский факультет консерватории (класс симфонического дирижирования К. С. Сараджева и Л. М. Гинзбурга) (окончил в 1937).
В 1935—1937 годах — дирижёр оркестра Центрального театра Красной Армии. Затем — ассистент дирижёра Оперной студии Московской консерватории (1937—1938), а в 1938, после Всесоюзного конкурса дирижёров, на котором завоевал третью премию, был принят стажёром в Государственный симфонический оркестр СССР.
В 1939―1941 годах работал в Оперной студии-театре К. С. Станиславского и Музыкальном театре Вл. И. Немировича-Данченко (ныне Московский музыкальный театр имени К. С. Станиславского и Вл. И. Немировича-Данченко, где был единый оркестр, сопровождавший спектакли и того, и другого. В 1941―1946 годах ― в Большом симфоническом оркестре Всесоюзного радиокомитета (ныне Большой симфонический оркестр имени П. И. Чайковского).
С 1946 по 1965 годы ― главный дирижёр Государственного академического симфонического оркестра СССР. Под его управлением звучали монументальные симфонические произведения — «Реквием» В. А. Моцарта, симфонии Л. ван Бетховена, Р. Шумана, И. Брамса, Дворжака, «Фантастическая симфония» Г. Берлиоза, «Колокола» С. В. Рахманинова и др.
Под его руководством коллектив расширил свою гастрольную географию, побывав в союзных республиках, городах Поволжья, Урала, Сибири и Дальнего Востока, в 1956 совершил первую поездку за границу ― в Польшу. Возглавлял оркестр на гастрольных поездках в Чехословакии, Румынии, Бельгии, США, Японии, сам неоднократно выступал с зарубежными оркестрами в Португалии, Франции, Мексике, Бельгии, Великобритании, Нидерландах и других странах. Именно при К. К. Иванове оркестр утвердился в числе ведущих мировых симфонических коллективов.
Окончил композиторское отделение Государственного музыкально-педагогического института им. Гнесиных (ныне Российская академия музыки имени Гнесиных; 1970—1973) по классу профессора Н. И. Пейко.
Выступал также как композитор. Член Союза композиторов СССР.
Написал книгу «Волшебство музыки», в которой подвел итог всей своей жизни, оставившей заметный след в искусстве, статью «По путёвке Октября» («СМ», 1967, No 12).
Умер 15 апреля 1984 года в Москве. Похоронен на Кунцевском кладбище.

## Творчество
Дирижёрскому искусству К. Иванова присущи яркая эмоциональность, стремление к монументальности, тяготение к крупным формам. Центральное место в его репертуаре занимали произведения русских классиков, и в первую очередь ― П. И. Чайковского, а также М. И. Глинки, А. П. Бородина, М. П. Мусоргского, Н. А. Римского-Корсакова, С. В. Рахманинова, А. Н. Скрябина, А. К. Лядова. Важное место в его творчестве занимали и сочинения советских композиторов ― Н. Я. Мясковского, С. С. Прокофьева, Д. Д. Шостаковича, Н. И. Пейко, А. И. Хачатуряна, Гии Канчели.
Автор нескольких сочинений ― симфонической поэмы «Огненные годы», «Космической симфонии», симфонии-кантаты «Славьте молодость» на стихи В. Маяковского, концерта для контрабаса с оркестром, вокальных сочинений.

## Награды и звания
- 1-й Всесоюзный конкурс дирижёров (3-я премия, 1938)
- Заслуженный деятель искусств РСФСР (1943)[4]
- Народный артист РСФСР (1956)
- Народный артист СССР (1958)
- Сталинская премия (1949)[5]
- Орден Дружбы народов (1977, 1983)[3]
- Орден «Знак Почёта» (1967)
- Медали.